# Brønderslev
Brønderslev este un oraș în Danemarca.